# Active Desktop
Active Desktop est une fonctionnalité apparue avec Internet Explorer 4 et intégrée à Microsoft Windows 98. Elle permet d'afficher, en fond d'écran, une page web ou des applications actives (horloge, cartes météo...) un peu à la manière des widgets sous Mac OS.
Si le navigateur web Internet Explorer est affiché en fond d'écran, il est possible de naviguer directement à partir du bureau.